# Ніжиловицька сільська рада
| Ніжиловицька сільська рада — орган місцевого самоврядування у Макарівському районі Київської області з адміністративним центром у с. Ніжиловичі. Водоймища на території, підпорядкованій даній раді: Гульва. Сільській раді підпорядковані населені пункти: - с. Ніжиловичі |

## Склад ради
Рада складається з 16 депутатів та голови.

### Керівний склад ради
| ПІБ                          | Основні відомості                                                         | Дата обрання | Дата звільнення |
| ---------------------------- | ------------------------------------------------------------------------- | ------------ | --------------- |
| Григорович Наталія Василівна | Сільський голова, 1966 року народження, освіта                            | 26.03.2006   | 31.10.2010      |
| Григорович Наталія Василівна | Сільський голова, 1966 року народження, освіта вища, член Партії регіонів | 31.10.2010   |                 |

Примітка: таблиця складена за даними джерела